# География транспорта
География транспорта — научная дисциплина, раздел экономической географии, изучающий транспортно-географические процессы, структуру транспорта, особенности его размещения, уровень транспортной обеспеченности.
Объектами географии транспорта являются территориальные и региональные транспортные системы, транспортные потоки, распространение отдельных видов транспорта, влияние транспортных процессов на развитие народного хозяйства в территориальном аспекте.
Предметом изучения географии транспорта является пространственное взаимодействие различных элементов территориальной транспортной системы, которое проявляется в виде транспортно-географических отношений (транспортное тяготение, пространственная удалённость, транспортно-географическое положение, транспортные доступность, связность и проницаемость территории).

## История возникновения
Предшественники современной географии транспорта стали работы И. Коль, Л. Лаланн, Ф. Ратцель, А. Геттнер.
А. Геттнер (1894) определил географию транспорта как учение о географическом распространении транспортных объектов, их различиях на разных участках земного пространства.
Последующие работы К. Дове (1905) и К. Гассерт (1913) вычисляли плотность транспортной сети разных стран, в других работах изучали направления и величины транспортных потоков, учитывали транспортную доступность.
Наиболее известные отечественные (советские и российские) географы-транспортники: С. В. Бернштейн-Коган, Л. И. Василевский, И. В. Никольский, Н. Н. Казанский, С. Б. Шлихтер, С. А. Тархов, В. Н. Бугроменко, Б. Л. Раднаев, Г. А. Гольц.
Э. Ульман (1954) считал задачами географии транспорта анализ транспортных связей различных территорий (их пространственного взаимодействия) путём изучения направления и размеров транспортных потоков, анализ транспортных тарифов, изучение влияния природных условий на формирование и функционирование транспортных систем и влияния транспорта на развитие экономики регионов и стран. Ввёл понятие триада Ульмана: комплементарность, промежуточные благоприятные возможности, транспортабельность.
В 1960-х — 1970-х годах ведущими направлениями исследований географии транспорта стали:
- анализ конфигураций транспортных сетей (сетевой анализ),
- моделирование и имитация транспортных потоков и транспортного тяготения,
- анализ иерархии транспортных узлов.

В 1980-х — 1990-х годах сформировалась социальная география транспорта, которая изучает поведенческие и социальные аспекты перемещения людей, в том числе особенности индивидуального выбора видов транспорта и маршрутов поездок, индивидуальные оценки расстояний; процессы принятия решений о размещении транспортных объектов; пространственные особенности подвижности населения.
С начала 1990-х годов — анализ инфраструктурной обеспеченности транспортных проектов, транспортной подвижности людей.
Возникло новое направление географии транспорта — география городского транспорта. На стыке с географией сферы услуг изучаются особенности размещения телекоммуникационных систем.
Географии транспорта занимается выработкой планов и рекомендаций по совершенствованию размещения производства и расселения населения с точки зрения минимизации транспортных издержек, оптимизации транспортных потоков в рамках существующих территориальных транспортных систем, развитию транспортных систем всех уровней.